# سه‌گوش زیرپس‌سری
مثلث زیرپس‌سری (انگلیسی: Suboccipital triangle) فضایی است بین ماهیچه راست رأسی بزرگ پسین و ماهیچه‌های مایل بالائی و پائین .

## نگارخانه

Muscles that border the suboccipital triangle. Animation.
Close up.
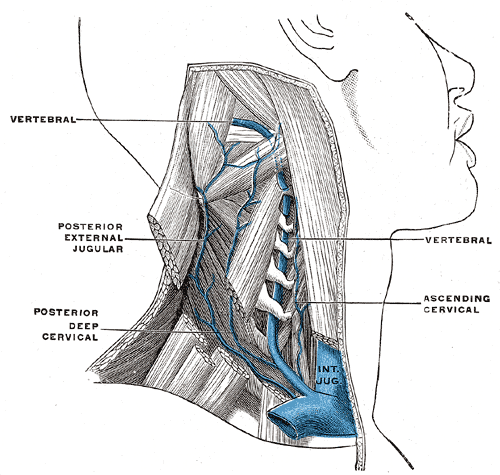
The vertebral vein.